# Casa de Tupou
La Casa de Tupou es la casa real del Reino de Tonga. Fue establecida en 1875, junto con la Constitución, por el rey Jorge Tupou I. Su miembro más prominente es el actual monarca, Tupou VI.

## Reseña histórica
La Casa de Tupou desciende de tres dinastías antiguas: Tu’i Tonga, Tu’i Ha’atakalaua y Tu’i Kanokupolu, y es una continuación de esta última.
En 1831, misioneros bautizaron al gobernante Tu’i Tonga, Tāufaʻāhau, que adoptó el nombre cristiano de Jorge. En 1845, unificó las islas, y formó el Reino de la Polinesia. En 1875, con ayuda del misionero, que luego se desempeñó como primer ministro, Shirley Waldemar Baker, redactó una constitución. En ella, declaró a la nación como una monarquía constitucional y estableció la Casa de Tupou, además de las leyes para la sucesión al trono. El primer hijo del rey Jorge Tupou I, el príncipe Tēvita ʻUnga, fruto de una relación con una de sus esposas secundarias, había sido ilegitimado, tras que el monarca contrajera matrimonio bajo la fe cristiana con Sālote Lupepau'u. El matrimonio cristiano de Tupou I con la reina Sālote, tuvo un hijo, el príncipe Vuna Takitakimālohi. Sin embargo, este último falleció a muy temprana edad, dejando al rey sin heredero. Tras la promulgación de la constitución de Tonga, ʻUnga fue legitimado y nombrado Príncipe heredero, además de Primer Ministro. El monarca sobrevivió a sus hijos y nietos, falleció en 1893. Fue sucedido por su bisnieto, Jorge Tupou II, nieto de Tēvita ʻUnga.
El segundo monarca, Jorge Tupou II, hijo de ʻElisiva Fusipala Taukiʻonetuku, quien era hija de Tēvita ʻUnga y nieta de Tupou I, convirtió a Tonga en un protectorado británico. Tuvo dos esposas, la primera fue Lavinia Veiongo, con quien tuvo una hijaː Carlota (Salote) Mafile‘o Pilolevu, la segunda fue Anaseini Takipō, con quien tuvo dos hijasː ʻElisiva Fusipala Taukiʻonelua y ʻElisiva Fusipala Taukiʻonetuku. Cuando las probabilidades de que la reina Anaseini diera a luz un varón, para que sucediera al rey, la posibilidad de que princesa Sālote ascendiera al trono aumentaba. El monarca falleció en 1918 y fue sucedido por Carlota Tupou III, quien se convirtió en la primera soberana del reino.
La reina Sālote se casó con el noble Viliami Tungī Mailefihi. Como fruto del matrimonio nacieron tres hijos, los príncipesː Siaosi Tāufʻāhau Tupoulahi que sucedió a su madre como monarca, Uiliami Tukuʻaho, que falleció en la adolescencia y Sione Ngū Manumataongo quien se desempeñó como primer ministro. En 1965, la reina fallece.
El rey Taufa'ahau Tupou IV se casó con Halaevalu Mataʻaho ʻAhomeʻe, tuvieron 4 hijos: los príncipes Siaosi Tāufaʻāhau Manumataongo Tukuʻaho Tupou, Fatafehi ʻAlaivahamamaʻo Tukuʻaho y ʻAhoʻeitu ʻUnuakiʻotonga, y la princesa Carlota Mafileʻo Pilolevu Tuita. Al rey lo sucedió su hijo mayor, como Jorge Tupou V, quien no contrajo matrimonio, pero tuvo un descendiente ilegítimo. A pesar de tener un reinado corto, contribuyó a la democratización del país. Falleció en 2012, siendo sucedido por su hermano menor, ʻAhoʻeitu, como Tupou VI.
Tupou VI es el actual monarca del reino. Está casado con la reina Nanasipauʻu Tukuʻaho y tienen tres hijosː Lātūfuipeka, Jorge Constantino y Guillermo. El príncipe Jorge Constantino, es el actual príncipe heredero y por lo tanto, ostenta el título tradicional de Tupouto'a; está casado con Sinaitakala Fakafānua, juntos tienen cuatro hijosː Taufaʻahau Manumataongo, Halaevalu Mataʻaho, Nanasipau'u Eliana y Carlota Mafileʻo Pilolevu.

## Lista de monarcas de la Dinastía Tupou
| Imagen | Nombre | Monarca desde            | Monarca hasta            |
| ------ | --- | ------------------------ | ------------------------ |
|        | Jorge Tupou I (c. 1797 - 18 de febrero de 1893) Reina consorte Sālote Lupepau'u                                | 4 de diciembre de 1845   | 18 de febrero de 1893    |
|        | Jorge Tupou II (18 de junio de 1874 - 5 de abril de 1918) Reina consorte Lavinia Veiongo - Anaseini Takipō     | 18 de febrero de 1893    | 5 de abril de 1918       |
|        | Carlota Tupou III (13 de marzo de 1900 - 16 de diciembre de 1965) Príncipe consorte Viliami Tungī Mailefihi    | 5 de abril de 1918       | 16 de diciembre de 1965  |
|        | Taufa'ahau Tupou IV (4 de julio de 1918 - 10 de septiembre de 2006) Reina consorte Halaevalu Mataʻaho ʻAhomeʻe | 16 de diciembre de 1965  | 10 de septiembre de 2006 |
|        | Jorge Tupou V (4 de mayo de 1948 - 18 de marzo de 2012) no contrajo matrimonio                                 | 10 de septiembre de 2006 | 18 de marzo de 2012      |
|        | Tupou VI (12 de julio de 1959 - presente) Reina consorte Nanasipauʻu Tukuʻaho                                  | 18 de marzo de 2012      | reinando                 |